# Monodesmus
Monodesmus is een kevergeslacht uit de familie van de boktorren (Cerambycidae). De wetenschappelijke naam van het geslacht werd voor het eerst geldig gepubliceerd in 1832 door Audinet-Serville.

## Soorten
Monodesmus omvat de volgende soorten:
- Monodesmus atratus Fisher, 1932
- Monodesmus callidioides Audinet-Serville, 1832
- Monodesmus inermis Galileo, 1987
- Monodesmus nothus Chevrolat, 1862